# Ilmar Kullam
Ilmar Kullam, né le 15 juin 1922, à Tartu, dans la République d'Estonie, mort le 2 novembre 2011, à Tartu en Estonie, est un ancien joueur soviétique de basket-ball. 

## Palmarès
- Finaliste des Jeux olympiques 1952
- Champion d'Europe 1947
- Champion d'Europe 1951
- Champion d'Europe 1953